# Dave Sexton
Dave Sexton, OBE (6. dubna 1930, Islington – 25. listopadu 2012) byl anglický fotbalový záložník a trenér.

## Fotbalová kariéra
Hrál za Chelmsford City FC, Luton Town FC, West Ham United FC, Leyton Orient FC, Brighton & Hove Albion FC a Crystal Palace FC.

## Trenérská kariéra
Jako trenér vedl na klubové úrovni Leyton Orient FC, Chelsea FC, Queens Park Rangers FC, Manchester United FC a Coventry City FC. S Chelsea FC vyhrál v roce 1971 Pohár vítězů pohárů a v roce 1970 anglický FA Cup. Byl dlouholetým trenérem anglické reprezentace do 21 let, se kterou v letech 1982 a 1984 mistrovství Evropy vyhrál.